# Розий Регул
Розий Регул (лат. Rosius Regulus) — римский политический деятель второй половины I века.
О происхождении Регула нет никаких сведений. Когда во время борьбы с Веспасианом погиб консул-суффект Фабий Валент, ему не был назначен преемник. Кроме того, император Вителлий захотел заменить на аналогичном посту Авла Цецину Алиена, на которого он возложил ответственность за поражение. Поэтому Вителлий назначил нового консула-суффекта, хотя срок пребывания Алиена в должности заканчивался через день. Выбор государя падал на Розия Регула, его близкого знакомого. Таким образом, в течение одного дня — 31 октября 69 года Розий Регул и принял консульские полномочия, и сложил их с себя, чем вызвал множество насмешек. Консулы одного дня известны и до Регула. Таковым был Гай Каниний Ребил, находившийся на посту консула-суффекта в течение 31 декабря 45 года до н. э.